# Milo (напиток)
Milo (/ ˈmaɪloʊ /; стилизовано под MILO) — это солодовый порошковый продукт со вкусом шоколада, производимый Nestlé, обычно смешанный с молоком, горячей водой или обоими способами для производства напитка. Первоначально он был разработан в Австралии Томасом Мэйном в 1934 году.
Обычно продаваемый в виде порошка в зелёной жестяной банке, часто изображающий различные спортивные занятия, Milo доступен в некоторых странах в виде предварительно смешанного напитка, который впоследствии был превращен в закусочную, хлопья для завтрака и протеиновые мюсли. Его состав и вкус различаются от страны к стране.
Майло сохраняет значительную популярность в самых разных странах мира, особенно в Австралазии, Азии и Африке.

## История
В 1934 году австралийский промышленный химик и изобретатель Томас Мейн, работавший в Nestlé, разработал «Milo» и представил его на Королевской пасхальной выставке в Сиднее.
Мейн придумал свою формулу для Milo, сочетающую солодовый экстракт (изготовленный из солодового ячменя), сухое цельное молоко, какао, сахар, минеральные соли, железо и витамины A, D и B1, в попытке «разработать полностью сбалансированный пищевой напиток». который содержал все необходимые белки и минералы". Целью проекта было помочь детям получать достаточное количество питательных веществ из своего рациона.
Компания Nestlé, которая в 1921 году стала владельцем завода по переработке молока в Смиттауне, Новый Южный Уэльс, начала производить этот продукт вскоре после выставки. Название произошло от имени знаменитого древнегреческого спортсмена Милона Кротонского, в честь его легендарной силы. Продукт даже отметили как «тонизирующий продукт».

## Производство
Milo производится путем выпаривания воды из густого сиропа при пониженном давлении с использованием вакуумной сушилки для превращения смеси в гранулированную форму. Густой непрозрачный сироп получают из солодовой пшеницы или ячменя, поставляемого компаниями, производящими это сырье. 
Состав и вкус Мило различаются в некоторых странах из-за логистических ограничений и личных предпочтений в разных регионах.

## Информация о пищевой ценности
Рецепт стандартного продукта практически не изменился с момента его создания в 1934 году, единственное изменение заключалось в добавлении минералов и витаминов.
Стандартный Milo состоит из четырёх основных ингредиентов: солодового ячменя, сухого молока, сахара и какао. В каждых 100 г порошка содержится 1680 кДж (402 килокалории), в основном за счет углеводов. Углеводы могут использоваться организмом для получения энергии, что является основой того, что Milo продается как энергетический напиток. Большую часть углеводов составляет сахар. Новозеландская версия Milo на 46 процентов состоит из сахара.